# Coppa Italia 1987-1988
La Coppa Italia 1987-1988 è stata la 41ª edizione della manifestazione calcistica, disputata tra il 23 agosto 1987 e il 19 maggio 1988 e conclusa con la vittoria della Sampdoria, al suo secondo titolo.

## Novità
Per quest'edizione furono apportate delle modifiche al regolamento relative ai gironi eliminatori: vennero assegnati 3 punti per la vittoria anziché 2 e, in caso di pareggio al termine dei tempi regolamentari, era prevista l'esecuzione dei tiri di rigore (senza la disputa dei tempi supplementari), con l'attribuzione di due punti alla squadra vincente e uno alla perdente.

## Squadre partecipanti
Partecipano 48 squadre: le 16 della Serie A 1987-1988, le 20 Serie B 1987-1988 e le migliori 6 dei due gironi della Serie C1 1986-1987.
SERIE A
- Ascoli
- Avellino
- Cesena
- Como
- Empoli
- Fiorentina
- Inter
- Juventus
- Milan
- Napoli
- Pescara
- Pisa
- Roma
- Sampdoria
- Torino
- Verona

SERIE B
- Arezzo
- Atalanta
- Bari
- Barletta
- Bologna
- Brescia
- Catanzaro
- Cremonese
- Genoa
- Lazio
- Lecce
- Messina
- Modena
- Padova
- Parma
- Piacenza
- Sambenedettese
- Taranto
- Triestina
- Udinese

SERIE C1
- Cagliari (20º in B 1986-87)
- Campobasso (17º in B 1986-87)
- Casertana (3º in C1/B 1986-87)
- Catania (19º in B 1986-87)
- Centese (6º in C1/A 1986-87)
- Cosenza (4º in C1/B 1986-87)
- Lanerossi Vicenza (18º in B 1986-87)
- Livorno (12º in C1/B 1986-87, vincitore Coppa Serie C)
- Monopoli (5º in C1/B 1986-87)
- Monza (5º in C1/A 1986-87)
- Reggiana (3º in C1/A 1986-87)
- SPAL (4º in C1/A 1986-87)

## Risultati

### Primo turno

#### Girone 1
| Squadra       | Pti | G | V | Vr | Pr | P | GF | GS | DR |
| ------------- | --- | - | - | -- | -- | - | -- | -- | -- |
| 1. Bologna    | 11  | 5 | 3 | 0  | 2  | 0 | 8  | 3  | +5 |
| 2. Verona     | 11  | 5 | 3 | 1  | 0  | 1 | 12 | 8  | +4 |
| 3. Cesena     | 10  | 5 | 3 | 0  | 1  | 1 | 10 | 6  | +4 |
| 4. Messina    | 8   | 5 | 2 | 1  | 0  | 2 | 6  | 5  | +1 |
| 5. Campobasso | 3   | 5 | 1 | 0  | 0  | 4 | 3  | 10 | –7 |
| 6. SPAL       | 2   | 5 | 0 | 1  | 0  | 4 | 3  | 10 | –7 |

| Arbitro: | Acri (Novi Ligure) |

|                      |           |  |
| Poli 8’ Pradella 65’ | Marcatori |  |

| Arbitro: | Coppetelli (Tivoli) |

|  |           |               |
|  | Marcatori | 2’ Rizzitelli |

| Arbitro: | Tarallo (Como) |

|  |           |              |
|  | Marcatori | 35’ Fontolan |

| Arbitro: | Bailo (Novi Ligure) |

|             |           |  |
| Goretti 47’ | Marcatori |  |

| Arbitro: | Pairetto (Torino) |

|  |           |              |
|  | Marcatori | 41’ Pradella |

| Arbitro: | Novi (Pisa) |

|                            |           |               |
| Pacione 15’ Di Gennaro 74’ | Marcatori | 87’ Schillaci |

| Arbitro: | Paparesta (Bari) |

|                                  |           |           |
| Pecci 43’ Poli 55’ Stringara 78’ | Marcatori | 58’ Galia |

| Arbitro: | Baldas (Trieste) |

|              |           |                          |
| Bizzarri 30’ | Marcatori | 41’ Rizzitelli 70’ Jozić |

| Arbitro: | Esposito (Torre del Greco) |

|                                      |           |               |
| Schillaci 23’ Barone 53’ Cuicchi 90’ | Marcatori | 70’ Paganelli |

| Arbitro: | Casarin (Milano) |

|                                                          |                      |                                                                 |
| Ceramicola 49’ Volpati 56’ (aut.) Lorenzo 71’            | Marcatori            | 53’ Di Gennaro 55’ Galia 78’ Iachini                            |
| Traini Jozić Lorenzo Bianchi Di Bartolomei Cuttone Leoni | Tiri di rigore 4 – 5 | Elkjær Larsen Di Gennaro Berthold Galia Bruni Iachini Gasparini |

| Arbitro: | Calabretta (Catanzaro) |

|                  |           |  |
| Lerda 42’ (rig.) | Marcatori |  |

| Arbitro: | Tuveri (Cagliari) |

|                                            |                      |                                           |
| Paradiso 86’                               | Marcatori            | 17’ Marocchi                              |
| Paradiso Paganelli Nardini Valoti Malvolti | Tiri di rigore 4 – 3 | Poli Stringara Quaggiotto Marronaro Pecci |

| Arbitro: | Tarallo (Como) |

|                                        |                      |                                 |
| Catalano 79’ (rig.)                    | Marcatori            | 74’ (rig.) Poli                 |
| Lerda Catalano Napoli Manari Schillaci | Tiri di rigore 3 – 1 | Stringara Quaggiotto Poli Luppi |

| Arbitro: | Novi (Pisa) |

|                |           |                                                 |
| Pellegrini 61’ | Marcatori | 15’ (rig.) Traini 35’, 76’ Rizzitelli 78’ Jozić |

| Arbitro: | Esposito (Torre del Greco) |

|                                                            |           |                  |
| Iachini 7’ Gasparini 9’ Berthold 48’ Pacione 65’ Galia 85’ | Marcatori | 37’ Maestripieri |

#### Girone 2
| Squadra     | Pti | G | V | Vr | Pr | P | GF | GS | DR |
| ----------- | --- | - | - | -- | -- | - | -- | -- | -- |
| 1. Parma    | 13  | 5 | 3 | 2  | 0  | 0 | 9  | 5  | +4 |
| 2. Milan    | 12  | 5 | 3 | 1  | 1  | 0 | 12 | 4  | +8 |
| 3. Como     | 9   | 5 | 3 | 0  | 0  | 2 | 8  | 5  | +3 |
| 4. Bari     | 7   | 5 | 2 | 0  | 0  | 3 | 2  | 6  | –4 |
| 5. Barletta | 3   | 5 | 0 | 1  | 0  | 4 | 3  | 6  | –3 |
| 6. Monza    | 1   | 5 | 0 | 0  | 1  | 4 | 3  | 11 | –8 |

| Arbitro: | Pucci (Firenze) |

|                              |           |              |
| Giunta 40’ Notaristefano 79’ | Marcatori | 87’ Solfrini |

| Arbitro: | Pairetto (Torino) |

|                                                              |           |  |
| Donadoni 3’ Virdis 21’ van Basten 55’ Gullit 57’ Massaro 70’ | Marcatori |  |

| Arbitro: | Esposito (Torre del Greco) |

|                                                   |           |                      |
| Fiorin 32’ Turrini 36’ Pinato 45’ (aut.) Osio 79’ | Marcatori | 47’ Bolis 74’ Auteri |

| Arbitro: | Calabretta (Catanzaro) |

|               |           |  |
| Maiellaro 40’ | Marcatori |  |

| Arbitro: | Bergamo (Livorno) |

|               |           |                          |
| Borgonovo 67’ | Marcatori | 8’ Gullit 36’ van Basten |

| Arbitro: | Gava (Conegliano Veneto) |

|                 |           |  |
| Impallomeni 46’ | Marcatori |  |

| Arbitro: | Tuveri (Cagliari) |

|               |           |  |
| Maiellaro 64’ | Marcatori |  |

| Arbitro: | Di Cola (Avezzano) |

|              |           |                         |
| Maccoppi 14’ | Marcatori | 2’ Impallomeni 31’ Pasa |

| Arbitro: | Luci (Firenze) |

|                     |           |  |
| van Basten 12’, 83’ | Marcatori |  |

| Arbitro: | Sguizzato (Verona) |

|  |           |                  |
|  | Marcatori | 6’ Notaristefano |

| Arbitro: | Quartuccio (Torre Annunziata) |

|                                |                      |                           |
| Fusini 29’                     | Marcatori            | 18’ Auteri                |
| Di Sarno Fusini Cossaro Rovani | Tiri di rigore 4 – 1 | Saini Fontanini Casiraghi |

| Arbitro: | Coppetelli (Tivoli) |

|                                                 |                      |                                      |
| van Basten 15’ Gullit 80’                       | Marcatori            | 42’ Zannoni 58’ (aut.) Galli         |
| van Basten Bortolazzi Donadoni Baresi Ancelotti | Tiri di rigore 3 – 4 | Zannoni Carboni Pasa Di Fabio Fiorin |

| Arbitro: | Baldas (Trieste) |

|                                    |                      |                                              |
| Bonaldi 87’                        | Marcatori            | 59’ Donadoni                                 |
| Di Sarno Cossaro Mazzaferro Rovani | Tiri di rigore 3 – 5 | van Basten Baresi Ancelotti Colombo Donadoni |

| Arbitro: | Coppetelli (Tivoli) |

|  |           |                                        |
|  | Marcatori | 7’ (aut.) Fontanini 47’, 60’ Borgonovo |

| Arbitro: | Amendolia (Messina) |

|                                       |                      |                                          |
| Impallomeni Osio Pasa Di Fabio Fiorin | Tiri di rigore 4 – 3 | Brondi Perrone Cowans Cangini Costantino |

#### Girone 3
| Squadra     | Pti | G | V | Vr | Pr | P | GF | GS | DR |
| ----------- | --- | - | - | -- | -- | - | -- | -- | -- |
| 1. Inter    | 9   | 5 | 1 | 2  | 2  | 0 | 8  | 5  | +3 |
| 2. Ascoli   | 9   | 5 | 2 | 1  | 1  | 1 | 5  | 3  | +2 |
| 3. Taranto  | 8   | 5 | 2 | 1  | 0  | 2 | 6  | 9  | –3 |
| 4. Reggiana | 7   | 5 | 2 | 0  | 1  | 2 | 7  | 6  | +1 |
| 5. Catania  | 7   | 5 | 2 | 0  | 1  | 2 | 5  | 8  | –3 |
| 6. Brescia  | 5   | 5 | 1 | 1  | 0  | 3 | 6  | 6  | 0  |

| Arbitro: | Novi (Pisa) |

|                                         |                      |                                           |
| Maddaloni 14’                           | Marcatori            | 56’ Destro                                |
| De Simone Pellegrini Maddaloni Garzieri | Tiri di rigore 3 – 5 | Benetti Destro Giovannelli Agostini Greco |

| Arbitro: | Dal Forno (Ivrea) |

|                       |           |  |
| D'Agostino 87’ (rig.) | Marcatori |  |

| Arbitro: | Baldas (Trieste) |

|                                            |                      |                                |
| De Vitis 20’ Dalla Costa 80’               | Marcatori            | 60’ Piraccini 68’ Altobelli    |
| Paolucci Donatelli Picci Serra Dalla Costa | Tiri di rigore 5 – 3 | Baresi Fanna Minaudo Altobelli |

| Arbitro: | Quartuccio (Torre Annunziata) |

|                              |           |            |
| Dell'Oglio 61’ Celestini 64’ | Marcatori | 80’ Perugi |

| Arbitro: | Beschin (Legnago) |

|                                                      |           |  |
| Occhipinti 54’ Piovani 57’ Branco 66’ De Martino 67’ | Marcatori |  |

| Arbitro: | Cornieti (Forlì) |

|                                        |           |                     |
| Altobelli 46’, 64’, 87’ Passarella 68’ | Marcatori | 43’ (rig.) Garzieri |

| Arbitro: | D'Elia (Salerno) |

|                                             |                      |                                     |
| Chiodini 79’ Branco 87’ (rig.)              | Marcatori            | 26’ Altobelli 35’ Matteoli          |
| Branco Bonometti Mariani Piovani Beccalossi | Tiri di rigore 4 – 2 | Mandorlini Matteoli Altobelli Ferri |

| Arbitro: | Pucci (Firenze) |

|                                                          |           |             |
| D'Agostino 9’ Pellegrini 69’ (aut.) Frazzetto 89’ (aut.) | Marcatori | 17’ Palermo |

| Arbitro: | Sguizzato (Verona) |

|              |           |  |
| De Vitis 70’ | Marcatori |  |

| Arbitro: | Pezzella (Frattamaggiore) |

|                            |           |  |
| Casagrande 55’ Carillo 85’ | Marcatori |  |

| Arbitro: | Fiorenza (Siena) |

|              |           |  |
| Pierozzi 29’ | Marcatori |  |

| Arbitro: | Agnolin (Bassano del Grappa) |

|                                                                                                  |                      |                                                                                 |
| Polverino Cornacchini Bellatorre Poggi D'Agostino Dominissini Albi Perugi De Agostini Cornacchia | Tiri di rigore 8 – 9 | Passarella Mandorlini Fanna Scifo Altobelli Ferri Nobile Baresi Piraccini Zenga |

| Arbitro: | Acri (Novi Ligure) |

|  |           |               |
|  | Marcatori | 48’ Mandressi |

| Arbitro: | Cornieti (Forlì) |

|                                             |                      |                                             |
| Fanna Mandorlini Altobelli Scifo Passarella | Tiri di rigore 5 – 4 | Casagrande Destro Giovannelli Carillo Greco |

| Arbitro: | Nicchi (Arezzo) |

|                                          |           |                          |
| Paolucci 32’ Paolinelli 68’ De Vitis 71’ | Marcatori | 29’ Poggi 73’ Bellatorre |

#### Girone 4
| Squadra           | Pti | G | V | Vr | Pr | P | GF | GS | DR |
| ----------------- | --- | - | - | -- | -- | - | -- | -- | -- |
| 1. Avellino       | 11  | 5 | 3 | 1  | 0  | 1 | 7  | 4  | +3 |
| 2. Empoli         | 10  | 5 | 3 | 0  | 1  | 1 | 9  | 6  | +3 |
| 3. Piacenza       | 8   | 5 | 2 | 1  | 0  | 1 | 8  | 8  | 0  |
| 4. Cremonese      | 7   | 5 | 1 | 1  | 2  | 1 | 8  | 8  | 0  |
| 5. Sambenedettese | 6   | 5 | 1 | 1  | 1  | 2 | 4  | 7  | –3 |
| 6. Centese        | 3   | 5 | 0 | 1  | 1  | 3 | 1  | 4  | –3 |

| Arbitro: | Fiorenza (Siena) |

|             |           |  |
| Chiorri 57’ | Marcatori |  |

| Arbitro: | Longhi (Roma) |

|                                   |           |                             |
| Cotroneo 12’ (aut.) Simonetta 85’ | Marcatori | 37’, 73’ Ekström 80’ Urbano |

| Arbitro: | Di Cola (Avezzano) |

|  |           |                                    |
|  | Marcatori | 4’, 80’ Anastopoulos 47’ Schachner |

| Arbitro: | Nicchi (Arezzo) |

|                  |           |  |
| Anastopoulos 14’ | Marcatori |  |

| Arbitro: | Dal Forno (Ivrea) |

|                                                             |                      |                                                                           |
| Tosi Bramini Gubellini Limonta Amato Ramponi Mari Cossarini | Tiri di rigore 7 – 6 | Cotroneo Vertova Della Monica Mazzarri Lucci Urbano Della Scala Salvadori |

| Arbitro: | Pucci (Firenze) |

|                            |                      |                                    |
| Faccini 38’                | Marcatori            | 7’ (rig.) Lombardo                 |
| Faccini Sinigaglia Sormani | Tiri di rigore 1 – 4 | Avanzi Lombardo Feliciani Citterio |

| Arbitro: | Calabretta (Catanzaro) |

|               |           |  |
| Schachner 39’ | Marcatori |  |

| Arbitro: | Felicani (Bologna) |

|                                 |           |                 |
| Čop 9’ Ekström 34’ Mazzarri 89’ | Marcatori | 5’, 54’ Chiorri |

| Arbitro: | Beschin (Legnago) |

|                    |           |                |
| Simonetta 41’, 69’ | Marcatori | 90’ Di Antonio |

| Arbitro: | Fabricatore (Roma) |

|                                          |                      |                                       |
| Rizzardi 31’ Piccioni 61’                | Marcatori            | 83’ Boccafresca 85’ Bertoni           |
| Lombardo Avanzi Chiorri Citterio Bencina | Tiri di rigore 2 – 3 | Di Mauro Boccafresca Schachner Amodio |

| Arbitro: | Bailo (Novi Ligure) |

|                              |           |             |
| Tessariol 28’ Bortoluzzi 34’ | Marcatori | 56’ Bramini |

| Arbitro: | Magni (Bergamo) |

|                         |           |                  |
| Sormani 11’ Faccini 17’ | Marcatori | 36’ Della Monica |

| Arbitro: | Bruni (Arezzo) |

|                                        |                      |                                         |
| Bramini Ramponi Cossarini Limonta Mari | Tiri di rigore 4 – 5 | Sormani Faccini Ferrari Ginelli Galassi |

| Arbitro: | Pairetto (Torino) |

|                                          |                      |                                                 |
| Pelosi 14’ Lombardo 78’                  | Marcatori            | 7’ Bortoluzzi 71’ Roccatagliata                 |
| Rizzardi Chiorri Pelosi Citterio Bencina | Tiri di rigore 3 – 4 | Madonna Roccatagliata Tomasoni Marcato De Gradi |

| Arbitro: | Lombardo (Marsala) |

|                 |           |  |
| Cucchi 57’, 74’ | Marcatori |  |

#### Girone 5
| Squadra       | Pti | G | V | Vr | Pr | P | GF | GS | DR  |
| ------------- | --- | - | - | -- | -- | - | -- | -- | --- |
| 1. Napoli     | 15  | 5 | 5 | 0  | 0  | 0 | 11 | 1  | +10 |
| 2. Fiorentina | 12  | 5 | 4 | 0  | 0  | 1 | 8  | 3  | +5  |
| 3. Livorno    | 7   | 5 | 2 | 0  | 1  | 2 | 5  | 6  | –1  |
| 4. Udinese    | 5   | 5 | 1 | 1  | 0  | 3 | 4  | 6  | –2  |
| 5. Padova     | 4   | 5 | 0 | 1  | 2  | 2 | 2  | 4  | –2  |
| 6. Modena     | 2   | 5 | 0 | 1  | 0  | 4 | 1  | 11 | –10 |

| Arbitro: | Felicani (Bologna) |

|            |           |  |
| Protti 27’ | Marcatori |  |

| Arbitro: | Fabricatore (Roma) |

|                                           |           |  |
| Giordano 13’, 43’ Maradona 24’ Careca 34’ | Marcatori |  |

| Arbitro: | Frigerio (Milano) |

|  |           |          |
|  | Marcatori | 74’ Díaz |

| Arbitro: | Coppetelli (Tivoli) |

|                            |           |  |
| Baggio 31’ (rig.) Díaz 77’ | Marcatori |  |

| Arbitro: | Tuveri (Cagliari) |

|                                                  |                      |                                               |
| Forte D'Aloisio Poddighe Marino Masolini Torroni | Tiri di rigore 4 – 3 | Longhi Favaro Fermanelli Zanin Cupini Mariani |

| Arbitro: | Baldas (Trieste) |

|  |           |                        |
|  | Marcatori | 9’ Giordano 51’ Careca |

| Arbitro: | Longhi (Roma) |

|  |           |                         |
|  | Marcatori | 80’ Díaz 89’ Pellegrini |

| Arbitro: | Acri (Novi Ligure) |

|                                        |                      |                                 |
| Cupini 18’ Russo 83’                   | Marcatori            | 24’ Protti 65’ Pontis           |
| Longhi Zanin Fermanelli Russo Simonini | Tiri di rigore 5 – 3 | Pontis Allegri Falsettini Rizzo |

| Arbitro: | Magni (Bergamo) |

|  |           |                        |
|  | Marcatori | 4’ Maradona 37’ Careca |

| Arbitro: | Novi (Pisa) |

|                     |           |            |
| Baggio 21’ Díaz 23’ | Marcatori | 55’ Protti |

| Arbitro: | Amendolia (Messina) |

|            |           |  |
| Careca 20’ | Marcatori |  |

| Arbitro: | Tarallo (Como) |

|                                                  |           |                |
| Manzo 26’ Graziani 56’ Fontolan 67’ Firicano 89’ | Marcatori | 37’ Ballardini |

| Arbitro: | Beschin (Legnago) |

|  |           |                |
|  | Marcatori | 2’ Mucciarelli |

| Arbitro: | Lo Bello (Siracusa) |

|                                 |           |                   |
| Francini 5’ Maradona 53’ (rig.) | Marcatori | 30’ (rig.) Baggio |

| Arbitro: | Di Cola (Avezzano) |

|                                                       |                      |                                                             |
| Longhi Russo Fermanelli Zanin Simonini Ruffini Donati | Tiri di rigore 4 – 5 | Chierico Vagheggi Fontolan Tagliaferri Rossi Bruno Pusceddu |

#### Girone 6
| Squadra      | Pti | G | V | Vr | Pr | P | GF | GS | DR |
| ------------ | --- | - | - | -- | -- | - | -- | -- | -- |
| 1. Pescara   | 13  | 5 | 4 | 0  | 1  | 0 | 13 | 4  | +9 |
| 2. Roma      | 13  | 5 | 3 | 2  | 0  | 0 | 6  | 2  | +4 |
| 3. Monopoli  | 6   | 5 | 1 | 1  | 1  | 2 | 5  | 7  | –2 |
| 4. Genoa     | 6   | 5 | 2 | 0  | 0  | 3 | 5  | 9  | –4 |
| 5. Triestina | 5   | 5 | 1 | 1  | 0  | 3 | 5  | 7  | –2 |
| 6. Cagliari  | 2   | 5 | 0 | 0  | 2  | 3 | 2  | 7  | –5 |

| Arbitro: | Paparesta (Bari) |

|                                                       |           |                     |
| Júnior 7’, 68’ Slišković 47’ Gaudenzi 57’ Mancini 90’ | Marcatori | 87’ (rig.) Briaschi |

| Arbitro: | Amendolia (Messina) |

|              |           |  |
| Agostini 63’ | Marcatori |  |

| Arbitro: | Bailo (Novi Ligure) |

|                      |           |  |
| Cinello 26’ Bivi 82’ | Marcatori |  |

| Arbitro: | Di Cola (Avezzano) |

|  |           |                              |
|  | Marcatori | 10’ Mastrantonio 30’ Marulla |

| Arbitro: | Acri (Novi Ligure) |

|              |           |                                                   |
| Pauselli 85’ | Marcatori | 15’ Júnior 53’ Gasperini 74’ (rig.) 89’ Slišković |

| Arbitro: | Lanese (Messina) |

|  |           |                            |
|  | Marcatori | 31’ Manfredonia 79’ Völler |

| Arbitro: | Guidi (Bologna) |

|              |           |  |
| Trevisan 76’ | Marcatori |  |

| Arbitro: | Quartuccio (Torre Annunziata) |

|                           |                      |                                 |
| List 63’                  | Marcatori            | 20’ G.Congiu                    |
| Cerri Meluso Martini List | Tiri di rigore 4 – 2 | Maritozzi Pulga G.Congiu Barone |

| Arbitro: | Lombardo (Marsala) |

|                                             |                      |                                           |
| Júnior Slišković Berlinghieri Loseto Pagano | Tiri di rigore 3 – 4 | Giannini Righetti Gerolin Agostini Völler |

| Arbitro: | Nicchi (Arezzo) |

|  |           |            |
|  | Marcatori | 65’ Zanone |

| Arbitro: | Pairetto (Torino) |

|                                   |           |                     |
| Gentilini 48’ (aut.) Giannini 63’ | Marcatori | 31’ (rig.) Briaschi |

| Arbitro: | Beschin (Legnago) |

|                                                      |                      |                                                  |
| Cerone 11’                                           | Marcatori            | 28’ Cerri                                        |
| Papais Bivi Scaglia Causio Costantini Ispiro Biagini | Tiri di rigore 6 – 5 | Cerri Meluso Rizzo Martini Di Julio Rebesco List |

| Arbitro: | Pezzella (Frattamaggiore) |

|                             |                      |                                  |
| Pallanch 84’                | Marcatori            | 49’ Boniek                       |
| Bernardini Saurini G.Congiu | Tiri di rigore 1 – 4 | Desideri Boniek Giannini Gerolin |

| Arbitro: | Pucci (Firenze) |

|  |           |                 |
|  | Marcatori | 29’, 40’ Meluso |

| Arbitro: | Frigerio (Milano) |

|                                          |           |                        |
| Gaudenzi 19’ Gasperini 75’ Slišković 84’ | Marcatori | 40’ Scaglia 81’ Ispiro |

#### Girone 7
| Squadra              | Pti | G | V | Vr | Pr | P | GF | GS | DR |
| -------------------- | --- | - | - | -- | -- | - | -- | -- | -- |
| 1. Sampdoria         | 15  | 5 | 5 | 0  | 0  | 0 | 10 | 1  | +9 |
| 2. Torino            | 12  | 5 | 4 | 0  | 0  | 1 | 9  | 4  | +5 |
| 3. Atalanta          | 7   | 5 | 2 | 0  | 1  | 2 | 6  | 6  | 0  |
| 4. Lanerossi Vicenza | 4   | 5 | 1 | 0  | 1  | 3 | 4  | 7  | –3 |
| 5. Cosenza           | 4   | 5 | 0 | 2  | 0  | 3 | 3  | 7  | –4 |
| 6. Arezzo            | 3   | 5 | 0 | 1  | 1  | 3 | 2  | 9  | –7 |

| Arbitro: | Sguizzato (Verona) |

|  |           |                       |
|  | Marcatori | 5’ Cerezo 18’ Briegel |

| Arbitro: | Guidi (Bologna) |

|                                        |           |           |
| Garlini 17’ Fortunato 31’ Bonacina 84’ | Marcatori | 19’ Pizzi |

| Arbitro: | Luci (Firenze) |

|  |           |            |
|  | Marcatori | 61’ Gritti |

| Arbitro: | Esposito (Torre del Greco) |

|          |           |  |
| Pizzi 6’ | Marcatori |  |

| Arbitro: | Tarallo (Como) |

|                                 |           |  |
| Castagnini 4’ (aut.) Cerezo 48’ | Marcatori |  |

| Arbitro: | Amendolia (Messina) |

|                       |           |              |
| Polster 4’ Gritti 57’ | Marcatori | 14’ Nicolini |

| Arbitro: | Fabricatore (Roma) |

|               |           |                                                    |
| Tovalieri 77’ | Marcatori | 2’ Gritti 60’ Rossi 74’, 78’ Polster 89’ Bresciani |

| Arbitro: | Bailo (Novi Ligure) |

|                                 |           |           |
| Garlini 51’ Nicolini 80’ (rig.) | Marcatori | 43’ Urban |

| Arbitro: | Cornieti (Forlì) |

|              |           |                       |
| Bertozzi 56’ | Marcatori | 47’ Bonomi 53’ Cerezo |

| Arbitro: | Guidi (Bologna) |

| |                      |                                                                                          |
| Montrone 49’                                                                                       | Marcatori            | 60’ De Stefanis                                                                          |
| Giansanti Padovano Castagnini Giovannelli Urban Bergamini Lombardo Galeazzi Marino Simoni Presicci | Tiri di rigore 9 – 8 | Tovalieri Butti Silenzi Carrara De Stefanis Mangoni Minoia Pozza Rondini Allievi Bastogi |

| Arbitro: | Frigerio (Milano) |

|  |           |             |
|  | Marcatori | 49’ Polster |

| Arbitro: | Paparesta (Bari) |

|                            |           |  |
| Pari 56’ Progna 58’ (aut.) | Marcatori |  |

| Arbitro: | Gava (Conegliano) |

|                                      |                      |                                            |
| Tovalieri Ermini Nappi Carrara Butti | Tiri di rigore 5 – 4 | Nicolini Garlini Icardi Pasciullo Compagno |

| Arbitro: | Fiorenza (Siena) |

|                                                 |                      |                                   |
| Giansanti 35’                                   | Marcatori            | 4’ Pizzi                          |
| Giansanti Maniero Lombardo Giovannelli Galeazzi | Tiri di rigore 4 – 2 | Mascheroni Cisco Zanotto Briaschi |

| Arbitro: | Agnolin (Bassano del Grappa) |

|  |           |                        |
|  | Marcatori | 60’, 89’ (rig.) Vialli |

#### Girone 8
| Squadra      | Pti | G | V | Vr | Pr | P | GF | GS | DR |
| ------------ | --- | - | - | -- | -- | - | -- | -- | -- |
| 1. Pisa      | 11  | 5 | 3 | 0  | 2  | 0 | 5  | 2  | +3 |
| 2. Juventus  | 10  | 5 | 2 | 2  | 0  | 1 | 8  | 3  | +5 |
| 3. Lazio     | 9   | 5 | 2 | 1  | 1  | 1 | 4  | 6  | –2 |
| 4. Lecce     | 7   | 5 | 1 | 2  | 0  | 2 | 4  | 6  | –2 |
| 5. Catanzaro | 4   | 5 | 1 | 0  | 1  | 3 | 6  | 6  | 0  |
| 6. Casertana | 4   | 5 | 1 | 0  | 1  | 3 | 1  | 5  | –4 |

| Arbitro: | Nicchi (Arezzo) |

|                      |           |  |
| D'Ottavio 82’ (rig.) | Marcatori |  |

| Arbitro: | Lombardo (Marsala) |

|  |           |                                    |
|  | Marcatori | 23’ Mauro 37’ Brio 66’ De Agostini |

| Arbitro: | Magni (Bergamo) |

|                                       |                      |                                  |
| Bernazzani Sclosa Cuoghi Gori Cecconi | Tiri di rigore 4 – 5 | Galderisi Monelli Muro Nigro Pin |

| Arbitro: | Frigerio (Milano) |

|  |           |           |
|  | Marcatori | 10’ Dunga |

| Arbitro: | Casarin (Milano) |

|                            |                      |                                 |
| Galderisi 2’               | Marcatori            | 51’ Mauro                       |
| Galderisi Monelli Pin Caso | Tiri di rigore 2 – 4 | Magrin Vignola De Agostini Brio |

| Arbitro: | Fiorenza (Siena) |

|                       |           |  |
| Barbas 52’ Garzya 72’ | Marcatori |  |

| Arbitro: | Gava (Conegliano) |

|  |           |           |
|  | Marcatori | 63’ Caneo |

| Arbitro: | Lo Bello (Siracusa) |

|                                      |           |  |
| De Agostini 35’ Buso 46’ Vignola 79’ | Marcatori |  |

| Arbitro: | Bergamo (Livorno) |

|             |           |  |
| Monelli 44’ | Marcatori |  |

| Arbitro: | Luci (Firenze) |

|                                            |           |  |
| Soda 3’, 44’ Palanca 4’, 57’ Chiarella 82’ | Marcatori |  |

| Arbitro: | Cornieti (Forlì) |

|                                 |                      |                                        |
| Magrin Vignola De Agostini Brio | Tiri di rigore 4 – 2 | Casaroli Maragliulo Pancheri D'Ottavio |

| Arbitro: | Lanese (Messina) |

|                           |                      |                                      |
| Panero 43’                | Marcatori            | 46’ Piovanelli                       |
| Panero Barbas Enzo Monaco | Tiri di rigore 4 – 3 | Bernazzani Cuoghi Gori Dunga Cecconi |

| Arbitro: | Cornieti (Forlì) |

|                              |                      |                              |
| Chiarella 41’ (rig.)         | Marcatori            | 9’ Barbas                    |
| Chiarella Iacobelli Cascione | Tiri di rigore 0 – 3 | Pasculli Barbas Enzo Perrone |

| Arbitro: | Felicani (Bologna) |

|                 |           |  |
| Savino 34’, 75’ | Marcatori |  |

| Arbitro: | D'Elia (Salerno) |

|                                 |           |                 |
| Piovanelli 1’ Sclosa 15’ (rig.) | Marcatori | 73’ De Agostini |

### Fase finale

#### Ottavi di finale
| Squadra 1 | Totale          | Squadra 2  | Andata | Ritorno |
| --------- | --------------- | ---------- | ------ | ------- |
| Bologna   | 1 - 6           | Inter      | 1 - 3  | 0 - 3   |
| Empoli    | 2 - 1           | Roma       | 2 - 1  | 0 - 0   |
| Juventus  | 7 - 2           | Pescara    | 1 - 0  | 6 - 2   |
| Milan     | 1 - 1 (3-4 dcr) | Ascoli     | 0 - 1  | 1 - 0   |
| Napoli    | 5 - 4           | Fiorentina | 2 - 3  | 3 - 1   |
| Parma     | 0 - 2           | Avellino   | 0 - 0  | 0 - 2   |
| Pisa      | 2 - 3           | Sampdoria  | 2 - 1  | 0 - 2   |
| Verona    | 1 - 1 (1-4 dcr) | Torino     | 1 - 0  | 0 - 1   |

##### Andata
| Arbitro: | D'Elia (Salerno) |

|           |           |                    |
| Pecci 89’ | Marcatori | Fanna 4’, 15’, 48’ |

| Arbitro: | Magni (Bergamo) |

|                             |           |              |
| Zanoncelli 12’ Brambati 25’ | Marcatori | 90+1’ Völler |

| Arbitro: | Sguizzato (Verona) |

|          |           |  |
| Rush 74’ | Marcatori |  |

| Arbitro: | Paparesta (Bari) |

|  |           |            |
|  | Marcatori | 59’ Destro |

| Arbitro: | Cornieti (Forlì) |

|                                |           |                                  |
| Maradona 18’ (rig.) Careca 57’ | Marcatori | 44’ Carobbi 52’ Onorati 80’ Díaz |

| Parma 6 gennaio 1988, ore 14:30 CET | Parma              | 0 – 0 referto | Avellino | Stadio Ennio Tardini (5.670 spett.)\| Arbitro: \| Di Cola (Avezzano) \| |
| Arbitro:                            | Di Cola (Avezzano) |               |          |                                                                         |

| Arbitro: | Pezzella (Frattamaggiore) |

|                        |           |               |
| Paciocco 44’ Caneo 87’ | Marcatori | 4’ Vierchowod |

| Arbitro: | Luci (Firenze) |

|            |           |  |
| Elkjær 62’ | Marcatori |  |

##### Ritorno
| Arbitro: | Nicchi (Arezzo) |

|                            |           |  |
| Serena 31’, 79’ Ciocci 55’ | Marcatori |  |

| Roma 20 gennaio 1988, ore 14:45 CET | Roma              | 0 – 0 referto | Empoli | Stadio Olimpico di Roma (12.740 spett.)\| Arbitro: \| Pairetto (Torino) \| |
| Arbitro:                            | Pairetto (Torino) |               |        |                                                                            |

| Arbitro: | Magni (Bergamo) |

|                          |           |                                          |
| Júnior 39’ Slišković 88’ | Marcatori | 19’, 28’, 49’, 54’ Rush 23’, 75’ Laudrup |

| Arbitro: | D'Elia (Salerno) |

|                                             |                      |                                   |
|                                             | Marcatori            | 9’ Virdis                         |
| Giovannelli Casagrande Greco Benetti Destro | Tiri di rigore 4 – 2 | Virdis Bortolazzi Donadoni Baresi |

| Arbitro: | Lo Bello (Siracusa) |

|               |           |                               |
| Di Chiara 33’ | Marcatori | 50’, 81’ Carnevale 72’ Renica |

| Arbitro: | Fabricatore (Roma) |

|                         |           |  |
| Ferroni 41’ Bertoni 87’ | Marcatori |  |

| Arbitro: | Agnolin (Bassano del Grappa) |

|                        |           |  |
| Bonomi 34’, 44’ (rig.) | Marcatori |  |

| Arbitro: | Longhi (Roma) |

|                                     |                      |                                |
| Benedetti 5’                        | Marcatori            |                                |
| Cravero Polster Bresciani Benedetti | Tiri di rigore 3 – 1 | Verza Galia Volpecina Berthold |

#### Quarti di finale
| Squadra 1 | Totale | Squadra 2 | Andata | Ritorno |
| --------- | ------ | --------- | ------ | ------- |
| Avellino  | 1 - 2  | Juventus  | 1 - 1  | 0 - 1   |
| Inter     | 3 - 1  | Empoli    | 2 - 1  | 1 - 0   |
| Sampdoria | 5 - 3  | Ascoli    | 4 - 2  | 1 - 1   |
| Torino    | 4 - 3  | Napoli    | 1 - 1  | 3 - 2   |

##### Andata
| Arbitro: | Longhi (Roma) |

|             |           |                    |
| Alessio 58’ | Marcatori | 76’ (aut.) Cabrini |

| Arbitro: | Amendolia (Messina) |

|                            |           |                |
| Serena 1’ Lucci 69’ (aut.) | Marcatori | 31’ Incocciati |

| Arbitro: | Di Cola (Avezzano) |

|                                           |           |                        |
| Vierchowod 8’ Branca 19’ Mancini 29’, 34’ | Marcatori | 25’ Destro 45’ Carillo |

| Arbitro: | Casarin (Milano) |

|         |           |           |
| Comi 4’ | Marcatori | 9’ Renica |

##### Ritorno
| Arbitro: | Amendolia (Messina) |

|          |           |  |
| Brio 38’ | Marcatori |  |

| Arbitro: | Lanese (Messina) |

|  |           |           |
|  | Marcatori | 53’ Ferri |

| Arbitro: | Pezzella (Frattamaggiore) |

|               |           |             |
| Scarafoni 60’ | Marcatori | 23’ Briegel |

| Arbitro: | Bergamo (Livorno) |

|                   |           |                                 |
| Maradona 36’, 50’ | Marcatori | 27’ Gritti 75’ Comi 79’ Polster |

#### Semifinali
| Squadra 1 | Totale | Squadra 2 | Andata | Ritorno |
| --------- | ------ | --------- | ------ | ------- |
| Inter     | 0 - 1  | Sampdoria | 0 - 0  | 0 - 1   |
| Torino    | 3 - 2  | Juventus  | 2 - 0  | 1 - 2   |

##### Andata
| Milano 6 aprile 1988, ore 20:30 CEST | Inter               | 0 – 0 referto | Sampdoria | Stadio Giuseppe Meazza\| Arbitro: \| Lo Bello (Siracusa) \| |
| Arbitro:                             | Lo Bello (Siracusa) |               |           |                                                             |

| Arbitro: | Casarin (Milano) |

|                      |           |  |
| Gritti 57’ Rossi 67’ | Marcatori |  |

##### Ritorno
| Arbitro: | Agnolin (Bassano del Grappa) |

|             |           |  |
| Mancini 25’ | Marcatori |  |

| Arbitro: | D'Elia (Salerno) |

|                                 |           |                        |
| Brio 55’ De Agostini 62’ (rig.) | Marcatori | 20’ (aut.) De Agostini |

#### Finale
| Squadra 1 | Totale | Squadra 2 | Andata | Ritorno     |
| --------- | ------ | --------- | ------ | ----------- |
| Sampdoria | 3 - 2  | Torino    | 2 - 0  | 1 - 2 (dts) |

##### Andata
| Arbitro: | Casarin (Milano) |

| |            | |
| Briegel 10’ Vialli 33’ | Marcatori  | |
| Gianluca Pagliuca Hans-Peter Briegel Moreno Mannini Luca Fusi (87' Fausto Salsano) Pietro Vierchowod Luca Pellegrini Fausto Pari Toninho Cerezo Fulvio Bonomi Roberto Mancini (82' Maurizio Ganz) Gianluca Vialli (78' Marco Branca) | Formazioni | Fabrizio Lorieri Giancarlo Corradini (46' Silvano Benedetti) Giacomo Ferri Massimo Crippa Ezio Rossi Roberto Cravero Klaus Berggreen (68' Gianluigi Lentini) Antonio Sabato Anton Polster Antonio Comi Tullio Gritti (46' Giorgio Bresciani) |
| Narciso Pezzotti (Direttore Tecnico) Vujadin Boškov | Allenatori | Luigi Radice |

##### Ritorno
| Arbitro: | Agnolin (Bassano del Grappa) |

| |            | |
| Vierchowod 5’ (aut.) Paganin 35’ (aut.) | Marcatori  | 112’ Salsano |
| Fabrizio Lorieri Giancarlo Corradini Giacomo Ferri Massimo Crippa Silvano Benedetti Roberto Cravero Ezio Rossi Antonio Sabato (89' Diego Fuser) Anton Polster Antonio Comi (105' Riki Di Bin) Tullio Gritti (108' Giorgio Bresciani) | Formazioni | Gianluca Pagliuca Hans-Peter Briegel (26' Antonio Paganin) Moreno Mannini Luca Fusi Pietro Vierchowod Luca Pellegrini (28' Fausto Salsano) Fausto Pari Toninho Cerezo Fulvio Bonomi Roberto Mancini (114' Marco Branca) Gianluca Vialli |
| Luigi Radice | Allenatori | Narciso Pezzotti Vujadin Boškov (Direttore tecnico) |